# Restwertmethode
Die Restwertmethode ist ein Verfahren aus der Kosten- und Leistungsrechnung, das bei Kuppelproduktion den einzelnen Produkten Kosten zuweist. Dabei werden die Kosten des Inputs auf das Hauptprodukt umgelegt. Davon abgezogen wird der Wert der Nebenprodukte. Der verbleibende Rest ist der Wert des Hauptprodukts.
Die Restwertmethode resultiert aus der Umlage aller entstehenden Kosten in der Kostenstellenrechnung.

## Herleitung
Herleitung am Beispiel einer zweidimensionalen Kuppelproduktion mit Input {\displaystyle I} und den Primärprodukt {\displaystyle O_{1}} und dem Sekundärprodukt {\displaystyle O_{2}}. {\displaystyle k} seien die jeweiligen variablen Kosten.
{\displaystyle {\text{Wert des Inputs}}={\text{Wert des Outputs}}}
{\displaystyle k_{i}\cdot I=k_{1}\cdot O_{1}+k_{2}\cdot O_{2}}
{\displaystyle k_{1}={\frac {(k_{i}\cdot I-k_{2}\cdot O_{2})}{O_{1}}}}

## Kritik
Kritik an der Restwertmethode besteht darin, dass die Kosten des Nebenproduktes extern vorgegeben sind und sich nicht durch die Eigenschaften des Kuppelprozesses ergeben. Der Preis des Nebenproduktes {\displaystyle O_{2}} beeinflusst die Kosten des Hauptproduktes, ohne dass sich der Preis des Einsatzstoffes {\displaystyle I} oder die Prozesseigenschaften ändern.

## Beispiel: differentieller Wirkungsgrad
Bei KWK-Anlagen lässt sich mit der Restwertmethode der differentielle Wirkungsgrad berechnen, also der Output an elektrischer Energie geteilt durch den Brennstoffmehrbedarf im Vergleich zum Referenzkessel, d. h. der KWK-Prozess erhält für die Wärmelieferung eine Brennstoffgutschrift in Höhe des Brennstoffbedarfs des Referenzkessels.
{\displaystyle {\text{differentieller Wirkungsgrad}}={\frac {\text{Mehrertrag an elektrischer Energie}}{\text{Mehrbedarf an Brennstoff}}};\quad \eta _{el,diff}={\frac {\eta _{el,KWK}}{1-{\frac {\eta _{th,KWK}}{\eta _{th,ref}}}}}}
mit

ηel,KWK: elektrischer Wirkungsgrad der KWK-Anlage

ηth,KWK: thermischer Wirkungsgrad der KWK-Anlage

ηth,ref: thermischer Wirkungsgrad des Referenzkessels

Sofern der Gesamtwirkungsgrad der KWK-Anlage gleich groß ist wie der thermische Wirkungsgrad des Kessels, d. h. ηel,KWK + ηth,KWK = ηth,ref, ist der differentielle Wirkungsgrad der Stromerzeugung gleich dem Wirkungsgrad des Kessels.
{\displaystyle \eta _{el,diff}={\frac {\eta _{el,KWK}}{1-{\frac {\eta _{th,KWK}}{\eta _{th,ref}}}}}={\frac {\eta _{el,KWK}}{1-{\frac {\eta _{th,KWK}}{\eta _{el,KWK}+\eta _{th,KWK}}}}}={\frac {\eta _{el,KWK}}{\frac {\eta _{el,KWK}}{\eta _{el,KWK}+\eta _{th,KWK}}}}=\eta _{el,KWK}+\eta _{th,KWK}=\eta _{th,ref}}
In gleicher Weise lässt sich der differentielle Wirkungsgrad der Wärmeerzeugung ausrechnen, also die Wärmeerzeugung geteilt durch den Brennstoffmehrbedarf im Vergleich zum Referenzkraftwerk.
{\displaystyle {\text{differentieller Wirkungsgrad}}={\frac {\text{Mehrertrag an thermischer Energie}}{\text{Mehrbedarf an Brennstoff}}};\quad \eta _{th,diff}={\frac {\eta _{th,KWK}}{1-{\frac {\eta _{el,KWK}}{\eta _{el,ref}}}}}}